# パフェ
- 上：ストロベリー・パフェ
- 左下：プリン・パフェ
- 右下：ミニ・コーヒーゼリーパフェ

パフェ（仏: parfait）とは、背の高いグラスに、アイスクリーム、フルーツを主体として、その他の甘い具を加えたデザート。
そのときどきにより、生クリーム、バタークリーム、チョコレート・ソース、シリアル、ナッツなどを加える。

## 語源
フランス語で「完全な」という意味の parfait （フランス語発音: [parfɛ] [paʁfɛ] パルフェ）から、「完全な（デザート）」という意味とされる。
「パフェ」はその英語による発音（英語発音: [pɑː(r)'fei ] パーフェイ）から。

## パルフェ
フランスでのパルフェ（parfait）は、卵黄に砂糖やホイップクリームを混ぜて、型につめて凍らせたアイスクリーム状の冷菓（スフレ・グラッセ）に、ソースや冷やした果物を添えて皿で提供される。
日本のパフェとは異なるが、このパルフェにさまざまに手が加えられ、現在の日本のパフェが完成したと考えられる。

## サンデー
似たデザートに、アメリカ合衆国発祥のサンデー（sundae）がある。
両者の間に明確な区別は無いが、パフェに比べて簡素なもの・小さいもの・カジュアルなものをサンデーとすることがある。また、コーンフレークがトッピングされ層が重なっているものをパフェ、アイスクリームの上にトッピングしているものをサンデーとすることがある。
安息日である日曜日に贅沢なパフェを食べることを嫌ったことから、日曜日にも売れるようにより質素に小さく作ったサンデーが登場したという説がある。

## 著名なご当地パフェ

### 岡山のフルーツパフェ
岡山市の岡山商工会議所は、岡山が「フルーツ王国」と呼ばれることに着目し、女性からの支持も視野に入れてフルーツパフェをご当地グルメとして、街おこしや観光アピールを行っている。
岡山は気候に恵まれ、フルーツ王国の異名通り、年中新鮮な各種果実が豊富に揃う。季節ごとにいろんなフルーツパフェを楽しむことができる。
この「フルーツパフェの街おかやま」プロジェクトに賛同するホテルや飲食店、和洋菓子店など全51店舗で、岡山県産の旬の果物を主材料にしたパフェを創作・販売、「パフェの街」をアピールする。

### 松山のとんかつパフェ
愛媛県松山市内のある老舗トンカツ店でメニューの一つとして提供されていたものであるが、全国的に知られるようになり、とんかつパフェをご当地グルメ・新松山名物として観光の目玉の一つとしている観光客もいる。

### 札幌のシメパフェ
食事後の締めとして食べられるパフェの事であり、北海道札幌市で発展した。
北海道産の牛乳を使用したソフトクリームやアイスクリームを使用しているものが多く、主に日本三大繁華街として知られるすすきのにシメパフェを取り扱う店舗が集合している。

## 主な種類

### スタンダード
- チョコレートパフェ
- バナナパフェ
- 抹茶パフェ
- ストロベリーパフェ
- マンゴーパフェ
- フルーツパフェ
- チーズパフェ
- ヨーグルトパフェ
- プリンパフェ
- 白桃パフェ
- モンブランパフェ
- ミルフィーユパフェ
- ティラミスパフェ
- コーヒーゼリーパフェ（「カフェシンフォニー」とも言う）
- 八ツ橋パフェ

### 変わり種
- たい焼きパフェ[6]
- 納豆パフェ
- 八丁味噌パフェ
- 豚カツパフェ
- キムチパフェ
- シュールストレミングパフェ
- エビパフェ
- ちくわパフェ
- 野菜パフェ（フレンチシェフ 津田義浩[7]＠ L’Exquis[8] による考案）

## 画像
- パフェの食品サンプル
（大阪市）
- パフェの食品サンプル
（大阪市）
- ピーチパフェ
（右、秋葉原 リナックスカフェ）
- パルフェ
（おそらくドイツ）
- 蜂蜜のパルフェ
（オーストリア ザルツブルク）
- チョコレートパフェ
（きのとや）
- とんかつパフェ
（清まる[9] 東京ミートレア店）